# Ашкенаско гробље у Београду
Ашкенаско гробље једно је од београдских гробља, које се налази у општини Палилула. Основано је 1876. године и представља део Новог гробља.

## Историјат
Ашкенаско гробље је део Новог гробља, а налази се преко пута сефардског гробља и зидом је ограђено од остатка Новог гробља. Настало је 1876. године, тако што је Управа Новог гробља одвојила посебну парцелу за припаднике друге вере.
За разлику од старих сефардских споменика, који су постављени хоризонтално, ашкенаски стари споменици су постављене вертикално, али су се ове разлике временом изгубиле и на оба гробља су почели да се постављају двојезични натписи.
Након што су на Новом гробљу подигнуте капеле за испраћај, са леве стране од главног улаза, и испред њих формиран испраћајни трг са колонадом од тридесет девет стубова, две године касније (1937), у њиховом продужетку је подигнута капела за испраћај Јевреја ашкенског реда. У адаптираној капели за испраћај Јевреја ашкенског реда, по пројекту архитеката Спасоја Јовановића и Љубомира Профировића направљен је први крематоријум у СФРЈ, који је отворен  1964. године. Капела се користи за испраћај на кремацију.
Сахране на Ашкенаском гробљу данас се обављају само повремено, на већ постојећим гробним местима.